# Чемпіонат Європи з футболу 2012 (кваліфікаційний раунд, група A)
Матчі Групи A кваліфікаційного раунду Євро-2012 тривали з 3 вересня 2010 по 11 серпня 2011. Збірна Німеччини, вигравши усі матчі, кваліфікувалася на Євро-2012, а збірна Туреччини з другого місця потрапила у раунд плей-оф
| М  | Команда     | І  | В  | Н | П | МЗ | МП | РМ  | О  |
| -- | ----------- | -- | -- | - | - | -- | -- | --- | -- |
| 1. | Німеччина   | 10 | 10 | 0 | 0 | 34 | 7  | +27 | 30 |
| 2. | Туреччина   | 10 | 5  | 2 | 3 | 13 | 11 | +2  | 17 |
| 3. | Бельгія     | 10 | 4  | 3 | 3 | 21 | 15 | +6  | 15 |
| 4. | Австрія     | 10 | 3  | 3 | 4 | 16 | 17 | −1  | 12 |
| 5. | Азербайджан | 10 | 2  | 1 | 7 | 10 | 26 | −16 | 7  |
| 6. | Казахстан   | 10 | 1  | 1 | 8 | 6  | 24 | −18 | 4  |

## Результати
| 03.09.2010 20:45 (UTC+2) |

| Бельгія | 0:1      | Німеччина |
| ------- | -------- | --------- |
|         | Протокол | Клозе 51' |

| Стадіон короля Бодуена, Брюссель Глядачів: 42 502 Арбітр: Терьє Хауге (Норвегія) |

| 03.09.2010 22:00 (UTC+6) |

| Казахстан | 0:3      | Туреччина                                 |
| --------- | -------- | ----------------------------------------- |
|           | Протокол | Туран 24' Хаміт Алтинтоп 26' Кахведжі 76' |

| Астана Арена, Астана Глядачів: 25 000 Арбітр: Іштван Вад (Угорщина) |

| 07.09.2010 20:30 (UTC+2) |

| Австрія                 | 2:0      | Казахстан |
| ----------------------- | -------- | --------- |
| Лінц 90+1' Гоффер 90+2' | Протокол |           |

| Ред Булл Арена, Зальцбург Глядачів: 22 500 Арбітр: Маріо Страхоня (Хорватія) |

| 07.09.2010 20:45 (UTC+2) |

| Німеччина                                                                             | 6:1      | Азербайджан  |
| ------------------------------------------------------------------------------------- | -------- | ------------ |
| Вестерман 28' Подольскі 45+1' Клозе 45+2', 90+2' Р. Ф. Садигов 53' (аг) Бадштубер 86' | Протокол | Джавадов 62' |

| Рейн Енергі, Кельн Глядачів: 43 751 Арбітр: Маркус Стрьомбергсон (Швеція) |

| 07.09.2010 21:00 (UTC+3) |

| Туреччина                                | 3:2      | Бельгія             |
| ---------------------------------------- | -------- | ------------------- |
| Хаміт Алтинтоп 48' Шентюрк 67' Туран 78' | Протокол | ван Буйтен 28', 69' |

| Шюкрю Сараджоглу, Стамбул Глядачів: 41 000 Арбітр: Дамір Скоміна (Словенія) |

| 08.10.2010 20:30 (UTC+2) |

| Австрія                          | 3:0      | Азербайджан |
| -------------------------------- | -------- | ----------- |
| Прьодль 3' Арнаутович 53', 90+2' | Протокол |             |

| Ернст Гаппель, Відень Глядачів: 26 500 Арбітр: Ніколай Воллькварц (Данія) |

| 08.10.2010 20:45 (UTC+2) |

| Німеччина               | 3:0      | Туреччина |
| ----------------------- | -------- | --------- |
| Клозе 42', 87' Езіл 79' | Протокол |           |

| Олімпійський, Берлін Глядачів: 74 244 Арбітр: Говард Вебб (Англія) |

| 08.10.2010 22:00 (UTC+6) |

| Казахстан | 0:2      | Бельгія           |
| --------- | -------- | ----------------- |
|           | Протокол | Огунжимі 52', 70' |

| Астана Арена, Астана Глядачів: 24 000 Арбітр: Марцин Борскі (Польща) |

| 12.10.2010 20:45 (UTC+2) |

| Бельгія                                             | 4:4      | Австрія                                    |
| --------------------------------------------------- | -------- | ------------------------------------------ |
| Воссен 11' М.Феллайні 47' Огунжимі 87' Ломбартс 90' | Протокол | Шимер 14', 62' Арнаутович 29' Гарнік 90+3' |

| Стадіон короля Бодуена, Брюссель Глядачів: 24 231 Арбітр: Майк Дін (Англія) |

| 12.10.2010 20:00 (UTC+5) |

| Азербайджан       | 1:0      | Туреччина |
| ----------------- | -------- | --------- |
| Р. Ф. Садигов 38' | Протокол |           |

| Тофік Бахрамов, Баку Глядачів: 29 500 Арбітр: Александру Д'якону (Румунія) |

| 12.10.2010 23:00 (UTC+6) |

| Казахстан | 0:3      | Німеччина                         |
| --------- | -------- | --------------------------------- |
|           | Протокол | Клозе 49' Ґомес 76' Подольскі 85' |

| Астана Арена, Астана Глядачів: 18 000 Арбітр: Александру Тудор (Румунія) |

| 25.03.2011 20:30 (UTC+1) |

| Австрія | 0:2      | Бельгія         |
| ------- | -------- | --------------- |
|         | Протокол | Вітсель 6', 50' |

| Ернст Гаппель, Відень Глядачів: 44 300 Арбітр: Владислав Безбородов (Росія) |

| 26.03.2011 20:00 (UTC+1) |

| Німеччина                     | 4:0      | Казахстан |
| ----------------------------- | -------- | --------- |
| Клозе 3', 88' Мюллер 25', 43' | Протокол |           |

| Фріц Вальтер, Кайзерслаутерн Глядачів: 47 849 Арбітр: Александр Ставрєв (Республіка Македонія) |

| 29.03.2011 20:30 (UTC+3) |

| Туреччина            | 2:0      | Австрія |
| -------------------- | -------- | ------- |
| Туран 28' Гьонюл 78' | Протокол |         |

| Шюкрю Сараджоглу, Стамбул Глядачів: 47 000 Арбітр: Павел Краловец (Чехія) |

| 29.03.2011 20:45 (UTC+2) |

| Бельгія                                              | 4:1      | Азербайджан |
| ---------------------------------------------------- | -------- | ----------- |
| Вертонген 12' Сімонс 32' (пен.) Чадлі 45' Воссен 74' | Протокол | Абишов 16'  |

| Стадіон короля Бодуена, Брюссель Глядачів: 34 585 Арбітр: Даніель Сталхаммар (Швеція) |

| 03.06.2011 20:35 (UTC+2) |

| Австрія          | 1:2      | Німеччина      |
| ---------------- | -------- | -------------- |
| Фрідріх 50' (аг) | Протокол | Ґомес 44', 90' |

| Ернст Гаппель, Відень Глядачів: 47 500 Арбітр: Массімо Бузакка (Швейцарія) |

| 03.06.2011 19:00 (UTC+6) |

| Казахстан       | 2:1      | Азербайджан |
| --------------- | -------- | ----------- |
| Грідін 57', 68' | Протокол | Надіров 63' |

| Астана Арена, Астана Глядачів: 15 500 Арбітр: Юен Норріс (Шотландія) |

| 03.06.2011 20:45 (UTC+2) |

| Бельгія     | 1:1      | Туреччина |
| ----------- | -------- | --------- |
| Огунжимі 4' | Протокол | Бурак 22' |

| Стадіон короля Бодуена, Брюссель Глядачів: 45 000 Арбітр: Нікола Ріццолі (Італія) |

| 07.06.2011 22:00 (UTC+5) |

| Азербайджан    | 1:3      | Німеччина                       |
| -------------- | -------- | ------------------------------- |
| М.Гусейнов 89' | Протокол | Езіл 30' Ґомес 41' Шюррле 90+3' |

| Тофік Бахрамов, Баку Глядачів: 25 000 Арбітр: Михаїл Кукулакіс (Греція) |

| 02.09.2011 20:45 (UTC+2) |

| Німеччина                                                  | 6:2      | Австрія                   |
| ---------------------------------------------------------- | -------- | ------------------------- |
| Клозе 8' Езіл 23', 47' Подольскі 28' Шюррле 83' Гьотце 88' | Протокол | Арнаутович 42' Гарнік 51' |

| Фелтінс-Арена, Гельзенкірхен Глядачів: 53 313 Арбітр: Паоло Тальявенто (Італія) |

| 02.09.2011 21:00 (UTC+5) |

| Азербайджан | 1:1      | Бельгія           |
| ----------- | -------- | ----------------- |
| Р.Алієв 86' | Протокол | Сімонс 55' (пен.) |

| Тофік Бахрамов, Баку Глядачів: 15 000 Арбітр: Лі Проберт (Англія) |

| 02.09.2011 20:00 (UTC+3) |

| Туреччина             | 2:1      | Казахстан     |
| --------------------- | -------- | ------------- |
| Бурак 31' Туран 90+6' | Протокол | Конисбаєв 55' |

| Тюрк Телеком Арена, Стамбул Глядачів: 40 000 Арбітр: Клеман Тюрпен (Франція) |

| 06.09.2011 20:30 (UTC+2) |

| Австрія | 0:0      | Туреччина |
| ------- | -------- | --------- |
|         | Протокол |           |

| Ернст Гаппель, Відень Глядачів: 47 500 Арбітр: Альберто Ундіано Мальєнко (Іспанія) |

| 06.09.2011 20:00 (UTC+5) |

| Азербайджан                                 | 3:2      | Казахстан                    |
| ------------------------------------------- | -------- | ---------------------------- |
| Р.Алієв 53' Шукюров 62' (пен.) Джавадов 67' | Протокол | Остапенко 20' Євстигнєєв 77' |

| Тофік Бахрамов, Баку Глядачів: 12 000 Арбітр: Андрес Хермансен (Данія) |

| 07.10.2011 21:00 (UTC+5) |

| Азербайджан | 1:4      | Австрія                                  |
| ----------- | -------- | ---------------------------------------- |
| Надіров 74' | Протокол | Іваншиц 34' Янко 52', 62' Юнузович 90+1' |

| Далга Арена, Баку Глядачів: 5 000 Арбітр: Штефан Штудер (Швейцарія) |

| 07.10.2011 21:30 (UTC+3) |

| Туреччина | 1:3      | Німеччина                                    |
| --------- | -------- | -------------------------------------------- |
| Хакан 79' | Протокол | Ґомес 35' Мюллер 66' Швайнштайгер 86' (пен.) |

| Тюрк Телеком Арена, Стамбул Глядачів: 51 000 Арбітр: Мартін Аткінсон (Англія) |

| 07.10.2011 20:45 (UTC+2) |

| Бельгія                                             | 4:1      | Казахстан              |
| --------------------------------------------------- | -------- | ---------------------- |
| Сімонс 40' (пен.) Азар 43' Компані 49' Огунжимі 84' | Протокол | Нурдаулетов 86' (пен.) |

| Стадіон короля Бодуена, Брюссель Глядачів: 28 000 Арбітр: Мілорад Мажич (Сербія) |

| 11.10.2011 23:00 (UTC+6) |

| Казахстан | 0:0      | Австрія |
| --------- | -------- | ------- |
|           | Протокол |         |

| Астана Арена, Астана Глядачів: 11 000 Арбітр: Ханнес Каасік (Естонія) |

| 11.10.2011 19:00 (UTC+2) |

| Німеччина                     | 3:1      | Бельгія     |
| ----------------------------- | -------- | ----------- |
| Езіл 30' Шюррле 33' Ґомес 48' | Протокол | Фелаїні 86' |

| Еспріт Арена, Дюссельдорф Глядачів: 48 483 Арбітр: Свейн Оддвар Моен (Норвегія) |

| 11.10.2011 20:00 (UTC+3) |

| Туреччина | 1:0      | Азербайджан |
| --------- | -------- | ----------- |
| Бурак 60' | Протокол |             |

| Тюрк Телеком Арена, Стамбул Глядачів: 32 174 Арбітр: Петер Расмуссен (Данія) |

## Бомбардири
| 9 голів - Мирослав Клозе 6 голів - Маріо Гомес 5 голів - Марвін Огунжимі 4 голи - Марко Арнаутович - Месут Озіл - Арда Туран 3 голи - Тіммі Сімонс - Лукас Подольскі - Томас Мюллер 2 голи - Мартін Харнік - Франц Шимер - Марк Янко - Вагіф Джавадов - Рауф Алієв - Вугар Надиров - Даніель ван Бюйтен - Аксель Вітсель - Єлле Воссен - Сергій Грідін - Андре Шюррле - Хаміт Алтинтоп - Бурак Їлмаз | 1 гол - Роланд Лінц - Себастьян Прьодль - Ервін Хоффер - Андреас Іваншитц - Златко Юнузович - Руслан Абишов - Мурад Гусейнов - Решад Садигов - Махір Шукюров - Ян Вертонген - Николас Ломбартс - Маруан Феллайні - Насер Чадлі - Еден Азар - Венсан Компані - Хольгер Бадштубер - Хайко Вестерманн - Бастіан Швайнштайгер - Маріо Гетце - Віталій Євстігнєєв - Улан Конисбаєв - Кайрат Нурдаулетов - Сергій Остапенко - Гекхан Генюл - Ніхат Кахведжі - Семіх Шентюрк - Хакан Балта |

1 автогол
- Решад Садигов (в матчі проти Німеччини)
- Арне Фрідріх (в матчі проти Австрії)

## Глядачі
| Збірна      | Найбільше | Найменше | Всього  | Відсоток |
| ----------- | --------- | -------- | ------- | -------- |
| Австрія     | 47,500    | 22,500   | 189,000 | 37,800   |
| Азербайджан | 29,858    | 6,000    | 83,770  | 16,754   |
| Бельгія     | 44,185    | 24,231   | 174,285 | 34,857   |
| Німеччина   | 74,244    | 43,751   | 267,640 | 53,528   |
| Казахстан   | 18,000    | 8,500    | 63,300  | 12,660   |
| Туреччина   | 49,532    | 32,174   | 213,420 | 42,684   |